# Kerbtal

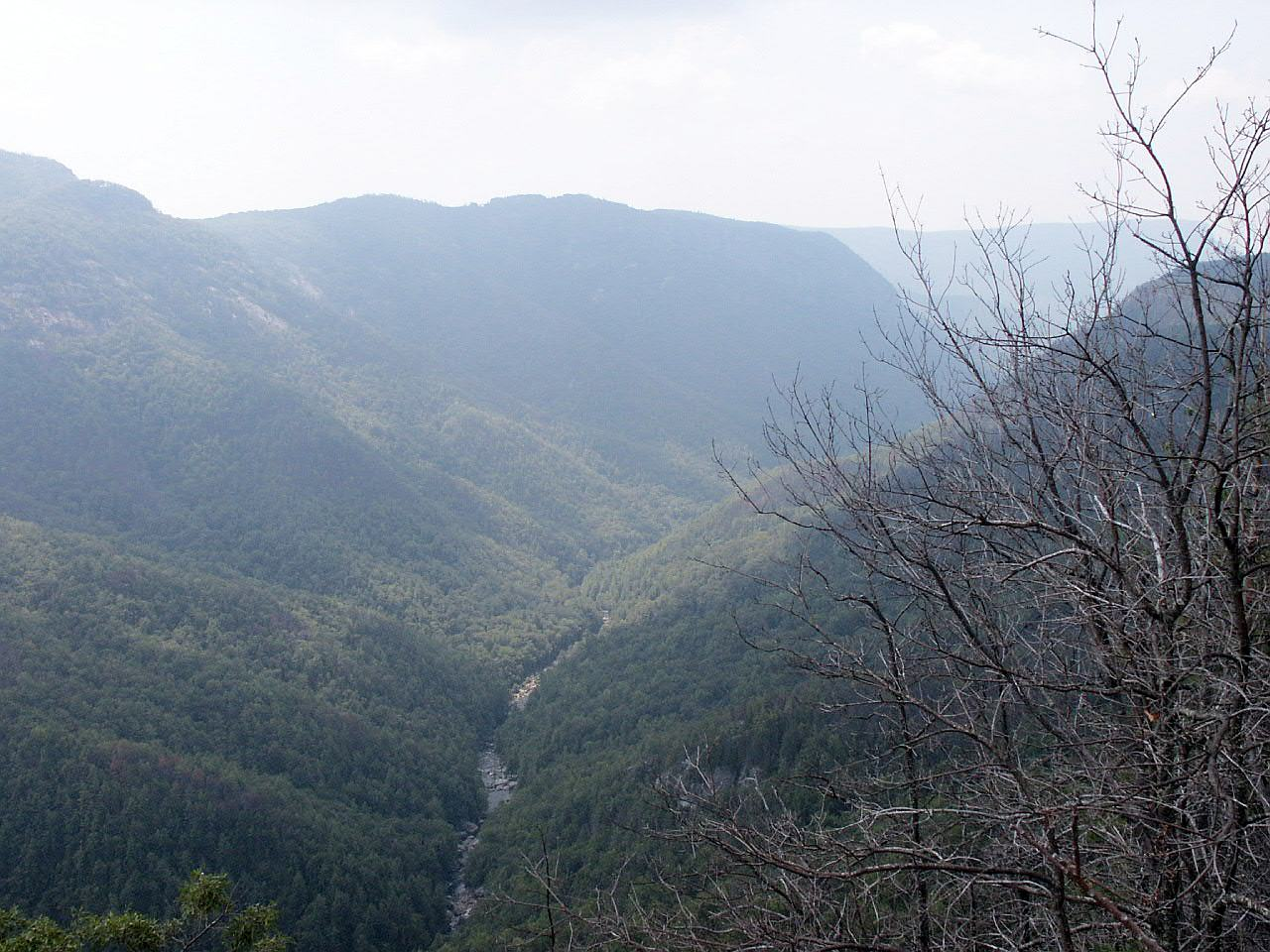
Ein Kerbtal (Linville Gorge, Pisgah National Forest, North Carolina, USA)

Kerbtäler (aufgrund ihrer häufigen vereinfacht-symmetrischen Talhänge auch V-Täler genannt) sind Täler, die sich vor allem in Mittel- und Hochgebirgen befinden. Häufig sind sie an ihrer Sohle so schmal, dass sie als Engtal gelten können. Die entstehungsgleichen Kerbsohlentäler werden dagegen den Sohlentälern zugeordnet. Kerbtäler entstehen bei stark überwiegender Tiefenerosion und gleichzeitig auftretender Denudation an den Talhängen.

## Geomorphologie

### Vorläufer

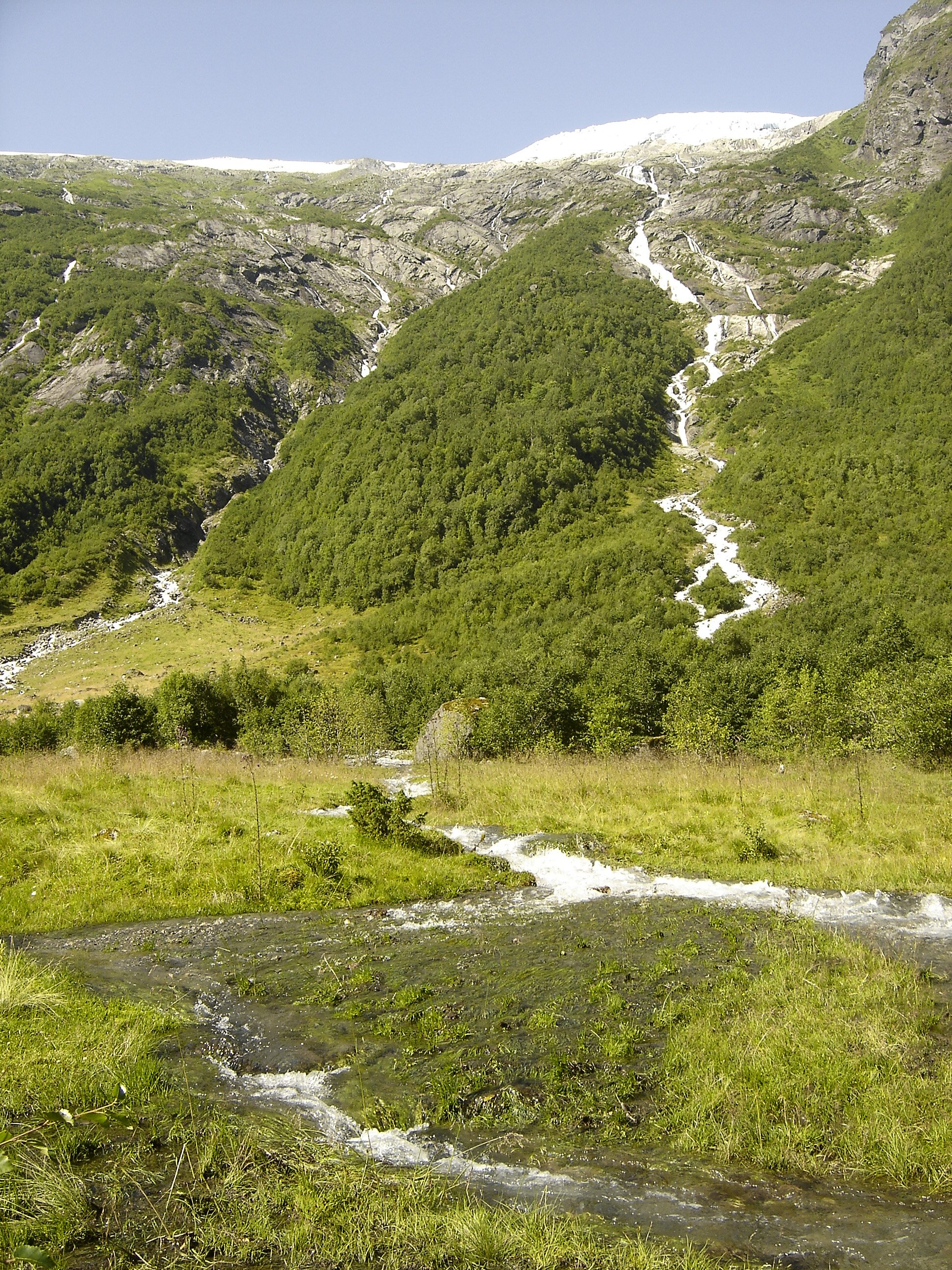
Der Übergang vom Tobel zur Klamm und zum Kerbtal am Briksdalsbreen, einem Teil des Gletschers Jostedalsbreen, Norwegen

Das vor allem in Oberläufen der Flüsse aufgrund großen Gefälles stark fließende Wasser, zum Teil in Form von Wasserfällen, schneidet sich erosiv in das Gestein ein und führt zur Ausbildung eines Tobels. Je nach Beschaffenheit des Gesteins folgt daraus ein Kerbtal oder eine Klamm. Diese sind vor allem in den Hochgebirgen zu finden. Die Tiefenerosion ist dabei so stark, dass eine Verwitterung der Hänge und deren Abtrag nicht folgen können. Die Felswände der Klämme werden dadurch nahezu senkrecht und nur so breit wie ihr Flussbett. Die maximale Tiefe einer Klamm ist durch die kritische Höhe der Felswände bestimmt.

### Entstehung

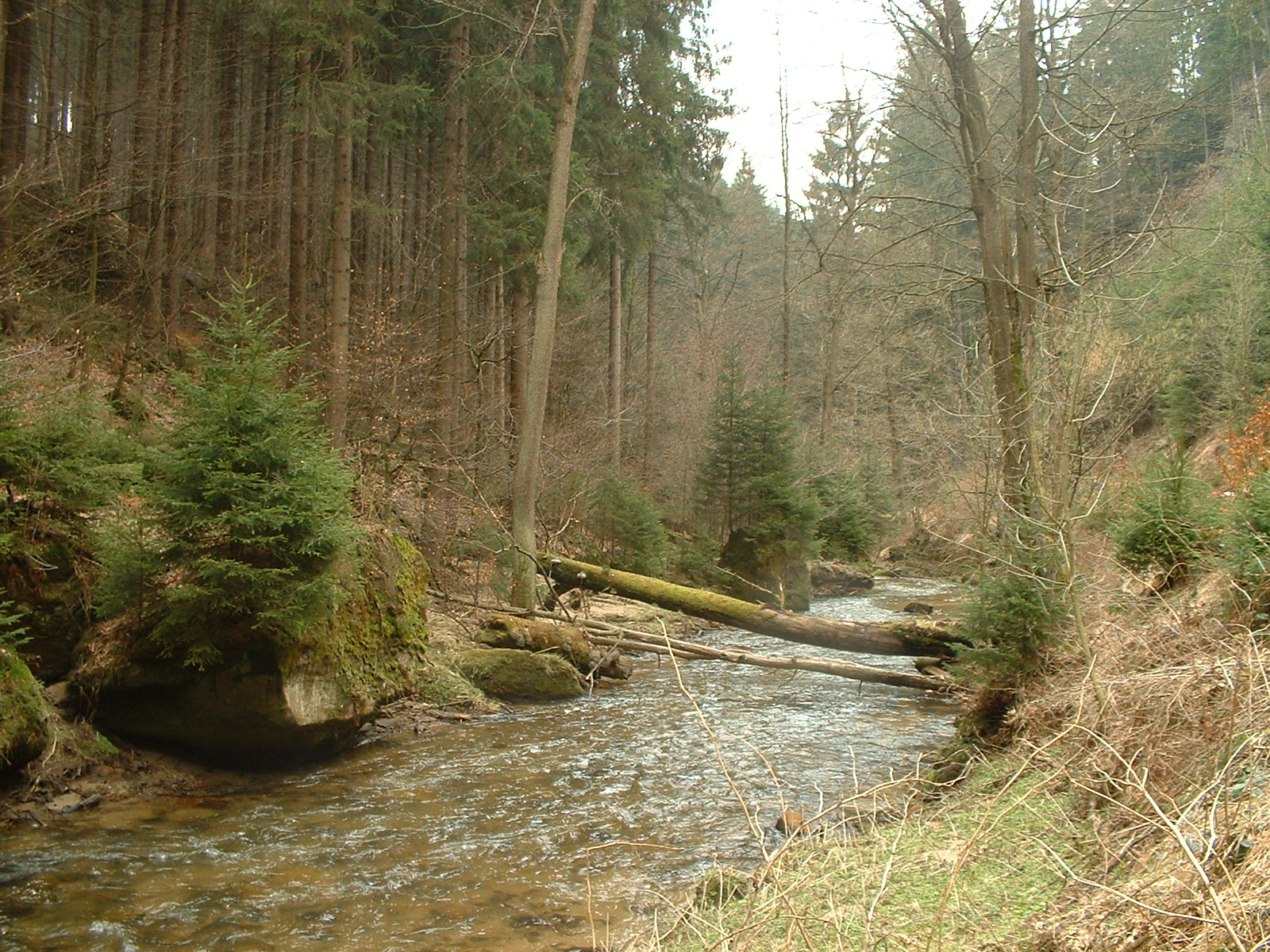
Beispiel Kirnitzschtal: Das Gewässer nimmt die gesamte Talsohle ein und kennzeichnet so das enge Kerbtal

Wird die kritische Höhe der Felswände überschritten, kommt es aufgrund der Instabilität zu Felsstürzen und Rutschungen. Die Hänge werden zurückverlagert und die senkrechten Talhänge verflachen. Dies hat eine intensive seitliche Erosion der Hänge zur Folge.
Hat das Tal nun überwiegend eine V-Form, so spricht man von einem Kerbtal. Unterschieden wird noch in idealtypische symmetrische und asymmetrische Kerbtäler, was hauptsächlich an der homogenen Neigung der Talhänge ausgemacht wird. Die Rückverlagerung wird durch einen starken Materialabtrag auf den Hängen charakterisiert, der mit der Tiefenerosion des Flusses standhält. Je flacher die Talhänge werden, desto diskontinuierlicher wirkt die Denudation. Kommt es anfangs in einer tiefen Klamm noch regelmäßig zu Felsstürzen, tritt die Seitenerosion später nur noch bei entsprechenden meteorologischen Ereignissen ein. Diese Denudationen sind dann durch Rutschen oder Gleiten sowie in Form von Muren und anderen Fließungen zu beobachten.

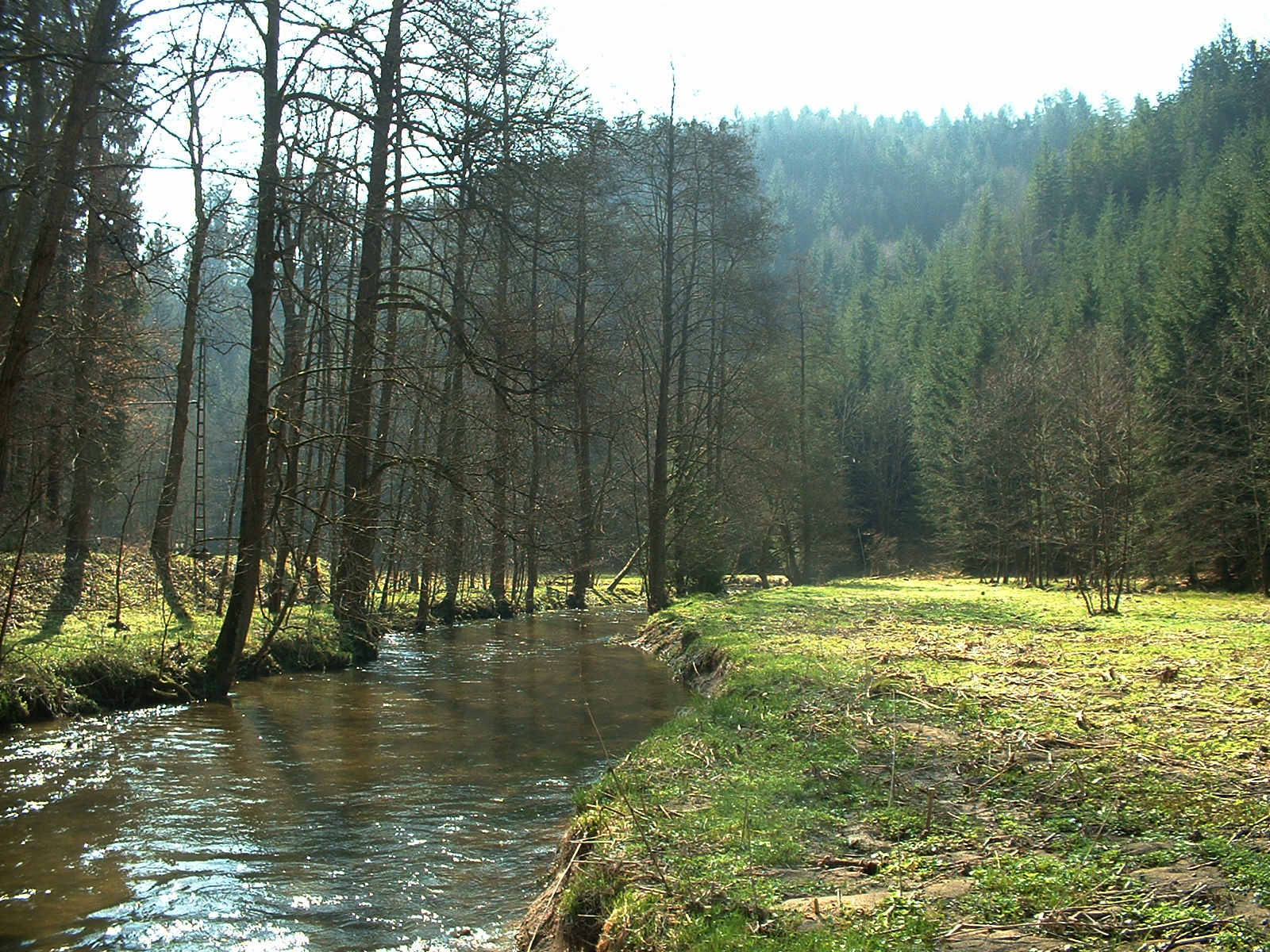
Beispiel Kirnitzschtal: Die breite Talsohle bei gleich bleibend steilen Hängen charakterisiert das Kerbsohlental

Kerbsohlentäler zeichnen sich durch eine geringere Tiefenerosion und eine geringe, aber vorhandene Seitenerosion aus. Teilweise können diese aufgrund von undurchdringlichen Schichten im geologischen Aufbau des Gesteins Abschnitte eines Kerbtals markieren. Eine Sonderform der Kerbtäler sind die Canyons. Der Übergang vom Kerbtal zum Sohlental ist fließend. Durch die Erosion an den Hängen ist das Gewässer gezwungen, das abgetragene Material bewegen zu können. Ist das Gefälle im Tal geringer, fängt das Gewässer an zu mäandrieren. Am Prallhang trifft es dann häufig auf den Hang des Tals und greift diesen intensiv an. Wie stark die Wirkung gegen den Hang an solchen Stellen ist, lässt sich bei Hochwasser beobachten. Ablagerungen von Material finden gleichzeitig am Gleithang statt, wodurch sich die Sohle des Tals verbreitert.
In ihrer Form können Kerbtäler den Durchbruchstälern großer Flüsse gleichen, durchdringen aber im Gegensatz zu diesen das angegriffene Gebirge nicht. Sie sind daher auf ihrer gesamten Länge steiler.

### Nachfolger
Kerbtäler sind bei der Erosion von Gebirgen nicht die letzte Talform, die sich bilden kann. In Hochgebirgen mit Gletschern führen Kerbtäler die sich bei Eiszeiten ausdehnenden Gletscher. Dabei kommt es zur intensiven seitlichen glazialen Erosion, während sich die Tiefenerosion fast völlig einstellt. Das Eis schleift die Talwände weiter auf (Detersion) und sprengt Felsmaterial durch den enormen Druck teilweise heraus. Dies passiert vor allem im engsten Teil des Tals, also kurz über der Sohle, da dort der Gewichtsdruck des Gletschers am höchsten ist. Am Rand des Gletschers wird durch Detraktion weiteres Material mitgerissen und selber erosiv wirksam. Die dabei entstehenden Talformen sind Trogtäler bzw. Fjorde (U-Täler).
Das eingekerbte Gebirge wird mit der Zeit vollständig erodiert und dabei eingeebnet; der Höhenunterschied zwischen Talsohle und Berggipfeln nimmt wieder ab. In dem immer flacher werdenden Gebirge wird das sowieso schon breite Kerbsohlental zu einem Sohlental. Der Grund für die Reduzierung des Höhenunterschieds zwischen Talsohle und Bergen muss dabei nicht durch Erosion bedingt sein. Sie kann auch durch Plattentektonik bzw. Schollentektonik begründet sein. Insbesondere bei Schollen ist es möglich, dass sie absinken und so das Gewässer selbst das Kerbtal immer weiter sedimentiert, also auffüllt. Kommt es zu einem enormen Absenken der Scholle, entwickelt sich das Fließgewässer in dem flachen Tal zu einem Steppensee. Später wird das Kerbtal in einem Sedimentbecken vollständig eingeebnet.

## Bodenkunde

### Talsohle
Die Böden in einem Kerbtal sind stark durch Ablagerung und Erosion des durchfließenden Gewässers gezeichnet. Kann man Böden großer Muldentäler noch fast überall im Sohlenbereich den Auenböden zuordnen, so ist das bei Kerbtälern schwerer. Der Boden im Kerbtal wird durch Sedimentation ganz unterschiedlich aufgebaut. In flacheren Passagen sowie am Gleithang kommt es zu Ablagerungen, die je nach Beschaffung des Gebirges sehr humus- und lößhaltig sein können. Im Kerbsohlental, in dem die Sohle breiter ist und damit auch bei Hochwasser viel mehr normal trockene Flächen zur Sedimentierung existieren, befinden sich schon ausgeprägt und flächendeckend Auenböden.
Vor allem im Kerbsohlental befinden sich auch alte Arme des Fließgewässers. Die Böden dort sind geprägt von der Schotter- und Kiesschicht des alten Bachbetts und können sich im Laufe der Zeit zu Auengleyen entwickeln. Andererseits sind diese Verläufe eines alten Bachbetts auch bei Hochwasser durch Überschwemmung mit Strömung und Abtragung geprägt.

### Hänge
Der Bodentyp am Hang ist im Allgemeinen stark durch Gesteine geprägt, teilweise großflächig durch Felsen unterbrochen. Interessanterweise können im Verlauf und auch im Querschnitt eines Tals binnen wenigen hundert Metern verschiedenste Böden an den Hangflanken vorkommen. Abhängig ist der entstandene Bodentyp am Hang von verschiedenen Faktoren, zu denen vor allem die Ausrichtung im Windsystem (Eintragung von Löß und Stauben) und die Steigung des Hangs gehören (Stärke der Erosion und Dichte der Vegetation). Dort, wo durch Erosion der Hang großflächig aufgerissen ist, kommen vor allem die Rohböden der Syroseme vor. Sie bestehen aus mächtigen Schotter- und Lockergesteinsschichten mit geringmächtigem Humushorizont.
In den gemäßigten Klimazonen bildeten sich an den oberen Hängen entlang des Tals Braunerden. Stark vom Grundgestein des Gebirges abhängig, sind dies meist Kalkbraunerden. Im Vergleich zu Braunerden auf ebenem Grund sind diese trotzdem sehr flach.

## Klima und Wetter
In Kerbtälern herrscht ein anderes Lokalklima als im umliegenden Bergland. Ursächlich dafür ist natürlich die tiefere Lage, aber auch die andere Bestrahlung durch die Sonne. Dies ruft verschiedene Phänomene hervor.

### Grundlagen
Je nach Richtung eines Tals ist die Sonnenscheindauer im Talgrund sehr unterschiedlich. Täler, die nach Norden bzw. Süden zeigen, sind tendenziell benachteiligt, da in den Morgen- und Abendstunden ein Schatten durch die Talhänge geworfen wird. Täler, die in Ost-West-Richtung verlaufen, werden demnach länger beschienen, wenn ihr Nordhang nicht zu steil ist. Es spielt deshalb auch eine Rolle, auf welcher geografischen Breite das Tal liegt.
Eine klimatische Bestimmung des Tals erfolgt – natürlich neben dem vorherrschenden Makroklima – auch durch die Lage im Gebirge. Für das Mikroklima ist ausschlaggebend, ob das Tal an der Luv- oder Leeseite liegt.

### Windsysteme

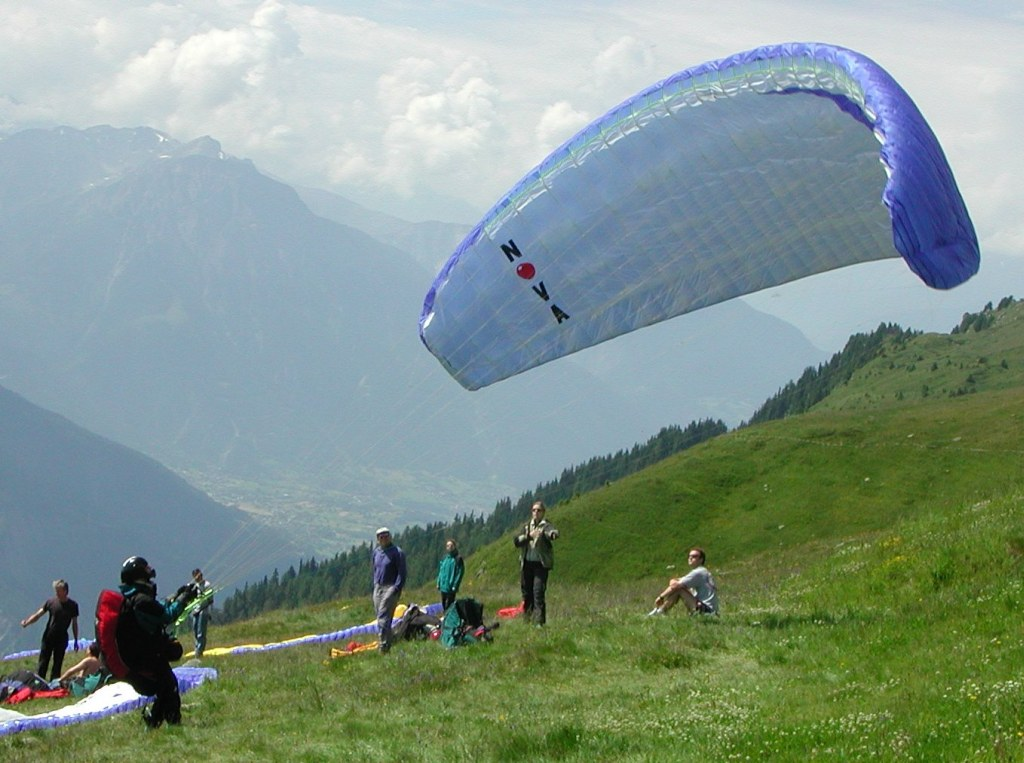
Gleitschirmflieger nutzen den Hangwind, der in Kerbtälern wie in Trogtälern bei entsprechendem Wetter vorherrscht (bei Fiesch, Wallis, Schweiz)

Im Tal herrschen zwei Windsysteme vor, die in ihrer Entstehung zusammenhängen und verwandt sind. An den Talwänden kommt es zur Hangwindzirkulation und in Talrichtung selbst zum Talwind. Zusammen bilden diese das Berg-Tal-Windsystem. Ursache für Wind ist immer ein Druckunterschied zwischen Luftmassen zweier Gebiete. Bei Kerbtälern wird dieser Druckunterschied durch die unterschiedlich intensive Einstrahlung der Sonne verursacht.
Da dieser engräumige Windeffekt intensive Sonneneinstrahlung benötigt, ist er hauptsächlich im Sommer bei Hochdruckwetterlagen zu beobachten. Aber auch im Winter kann es infolge der fast ausschließlichen Bestrahlung der Berge zu Teilprozessen des Phänomens kommen. Allerdings wird der Effekt auch von den Winden der Großwetterlagen überlagert.
Die Hangwindzirkulation entsteht, wenn am Vormittag die oberen Talhänge durch Sonnenschein intensiv erwärmt werden. Die warme Luft steigt dort auf und zieht Luft aus dem Tal nach. Da sich wenige Meter über dem Hang noch kühle Luft befindet, steigt der Hangwind nicht senkrecht nach oben auf, sondern bleibt in etwa am Hang, also als Wind spürbar. Die kalte Luft darüber fällt ab und bewegt sich als Ausgleich ins Tal zurück. Der langsame, aber stetige Aufwind wird zum Beispiel beim Gleitschirmfliegen genutzt.
Am Nachmittag stellt sich die Aufströmung am Hang quer zur Talrichtung fast völlig ein, da nun auch die Talsohle erwärmt wird und kehrt sich Abends und in den Nachtstunden völlig um, in dem kalte Luft am Talhang herunterfällt. An der Talsohle wird aber mitunter die ganze Nacht hindurch Wärme abgestrahlt, weshalb es dort zum senkrechten Aufsteigen der Luft kommt.
Der in Talrichtung wehende Talwind folgt den vertikalen Richtungen des Hangwinds zeitversetzt. Vormittags weht er talabwärts und bringt dabei die kühle Luft aus den Höhenlagen in das Vorland des Tals. Seine Richtung bestimmt sich nicht durch die Temperaturunterschiede zwischen Talsohle und oberem Hang, sondern durch den Druckunterschied zwischen Vorland und den Höhenlagen am oberen Ende des Kerbtals. Ursache für den Talwind sind aber vor allem Ungleichnisse der Hangwindzirkulation. Um die Mittagsstunden herum reichen die abfallenden Luftmassen nicht mehr, um die am Hang aufsteigenden auszugleichen: Es kommt zu einem Wind aus dem Vorland des Tals heraus, der talaufwärts bläst. In den mittleren Nachtstunden fallen wiederum größere Luftmassen in das Tal hinein, als mittig noch aufsteigen, wodurch der abfallende Wind in Talrichtung entsteht, der bis zum Sonnenaufgang anhält.
Die niedrigsten Temperaturen im Tal werden daher kurz vor Sonnenaufgang (im Tal) erreicht.
Das Windsystem nimmt auch Einfluss auf die lokale Entstehung von Niederschlag.

### Niederschlag
In der Art der Niederschlagsentstehung sind Kerbtäler vor allem durch spezifische Nebelerscheinungen geprägt. Der Nebel wird dabei vom Windsystem der Täler wesentlich beeinflusst. Der als Talnebel bezeichnete Nebel entsteht durch die niedrigen Temperaturen in der Geländeniederung Tal. Da die Temperatur durch den Luftmassenausgleich in den letzten Nachtstunden am niedrigsten ist, entstehen Nebel auch erst dann und halten sich bis in die frühen Stunden des Tages. Nebel an sich ist kein Niederschlag, setzt sich aber als Tau vor allem an der Vegetation der Hänge ab.
Beeinflusst wird die lokale Niederschlagsmenge neben der Ausrichtung des Tals auch vom Talwind. Drückt dieser in das Tal einströmende Feuchtluftmassen zurück, so erhöht sich die Niederschlagsmenge. Der Aufwind trägt Regengebiete aus dem Tal heraus und senkt so die Niederschlagsmenge.

## Biogeographie

### Geobotanik

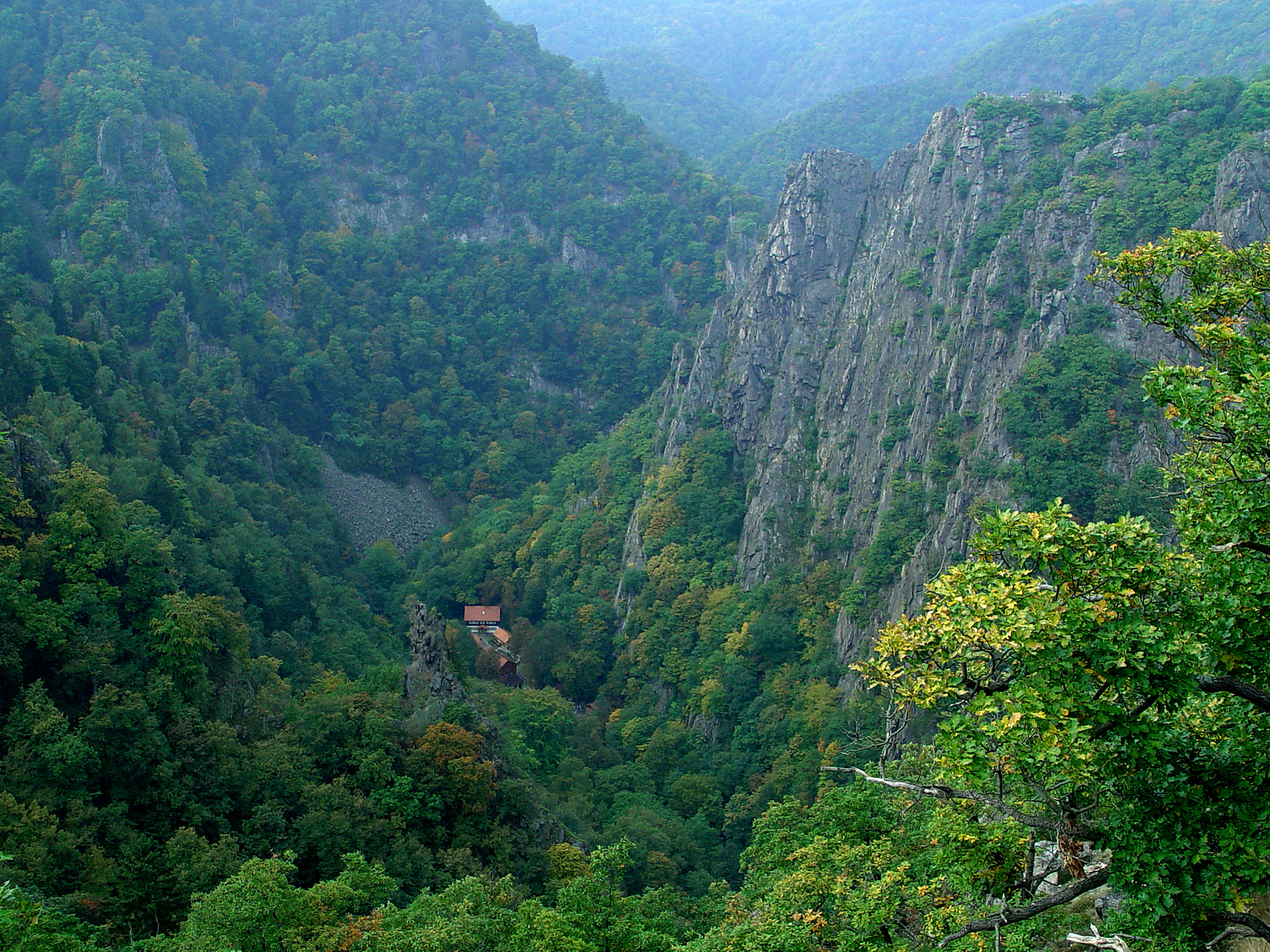
Urtypische Kerbtäler wie das Bodetal im Harz sind in Mitteleuropa kaum noch erhalten.

Aufgrund der geologischen, hydrologischen, aber auch meteorologischen Kleinräumigkeit der Querschnittsform des Kerbtals bildet sich auch in der Vegetation eine engräumig unterschiedliche Pflanzengesellschaft. Gerade aufgrund des geringen Platzangebotes können sich die idealtypischen Gesellschaften aber auch durchdringen und lassen sich so nicht überall eindeutig voneinander abgrenzen.
Die Talsohle eines Kerbtals ist natürlicherweise vor allem in den gemäßigten Breiten durch Auwälder bedeckt, die sich in die nur wenige Meter breite Weichholzaue nahe am Gewässer und die Hartholzaue unterteilen. Tatsächlich ausbreiten kann sich ein Auwald aber wegen des höheren Platzangebots auf Gewässerhöhe fast nur in Kerbsohlentälern. Je nach Gefälle des Tals kann aber auch dort die Weichholzaue ganz fehlen, da sie durch regelmäßige Hochwasser mit Eisversatz und Geschiebewirkung im Frühjahr zerstört wird. An solchen Stellen werden flache Gewässerböschungen nur von flachen Sträuchern und Stauden wie etwa Vorwaldgehölzen besiedelt.
Der Charakter der Talflanken eines Kerbtals ist punktuell sehr unterschiedlich und so prägen nicht selten gerade im unteren Teil des Hanges typische Schluchtwälder, die sich der extremen Steigung und Gesteinshaltigkeit angepasst haben, die Form der Besiedlung. Schluchtwälder gehören in Mitteleuropa zu den Buchenmischwäldern und vertragen auch den Bodentyp des Hartholzauenwalds in der Talsohle, so dass sich am Übergang vor allem Richtung Gewässer beide Waldtypen durchdringen. Häufig wird der schluchtartige Charakter einer Talflanke durch den Prallhang des Gewässers gebildet, das bis unmittelbar an den Hang reicht. An diesen Stellen gibt es keinen Auwald, der Schluchtwald reicht dort bis an das Gewässer heran und häufig auch darüber hinweg.
In den höheren bzw. flacheren Hanglagen bilden sich als natürliches Biotop weitere Buchenmischwälder. Wesentlich für die Bildung spezifischer Waldgesellschaften der Buchen (in Mitteleuropa) sind vor allem die vorherrschenden Bodentypen. Aufgrund des steinigen Untergrunds möglicher Braunerdeböden kommen in den Kerbtälern vor allem Trockenhang-Kalkbuchenwälder vor. An geeigneten Südhängen bilden sich Eichen-Trockenwälder. Bei trockenem Klima bieten die Hänge des Kerbtals besonders ungünstige Bedingungen im Vergleich zur Sohle, da dann dort kaum Grundwasser vorhanden ist. Exponierte Hang-Südlagen sind dann häufig frei von Vegetation oder von kleinen Hartlaubgewächsen besiedelt, vor allem wenn durch steinigen Untergrund Wärme und Licht reflektiert wird.
Die in den Kerbtälern auf der Nordhalbkugel am häufigsten vorkommenden Baumarten gehören zu den Buchen- und Birkengewächsen. Im Allgemeinen lässt sich auch feststellen, dass Baumarten in den Talsohlen eher Flachwurzler, an den Flanken dagegen eher Tiefwurzler sind. In den Schluchtwäldern kommen sogar häufig nur solche Arten vor, die sich über Pfahlwurzeln ausreichend Halt geben können.
Die Fließgewässer besitzen eine hohe Fließgeschwindigkeit, wodurch die Flussbetten von grobem Kies und von Steinen bedeckt sind. Mit diesen schweren Bedingungen wachsen in den Gewässern der Kerbtäler kaum Wasserpflanzen. Vor allem geschützte Stellen in Steinspalten, aber auch Baumstämme oder -wurzeln geben Pflanzen in den fließenden Gewässern Halt, und damit überhaupt die Möglichkeit zur Sedimentation von Feinmaterial.
An einigen Stellen kann in natürlichen Kerbsohlentälern das Gewässer zu teich- oder sumpfartigen Unterbrechungen aufgestaut bzw. verlangsamt werden. An diesen Stellen ergeben sich durch Sedimentation im Gewässer und an den Ufern besonders gute Bedingungen für die Vegetation. Aufgrund der tiefen Tallage und der umstehenden höheren Waldvegetation befinden sich an solchen Stellen keine hohen Gräser, wie sie im Flachland an Niederungen häufig vorkommen.

### Phytogeographie
Die Wechselwirkung zwischen Pflanzen und räumlicher Form des Kerbtals betrifft vor allem den geomorphologischen Prozess der Materialverlagerung. Pflanzen nehmen an den Hängen Wasser auf und sorgen so für einen natürlichen Rückhalt. Dies führt unmittelbar dazu, dass der Boden am Hang vor Erosion geschützt wird. Durch die Abflachung der Abflussspitzen des Gewässers im Tal wird indirekt durch die Vegetation am Hang auch der Boden der Talsohle vor Abtragung geschützt und die Sedimentierung unterstützt.
Lockeres oberflächiges Material der Hänge, vor allem Laub und Äste, wird dagegen sehr leicht abgetragen und in der Talsohle abgelagert. Insbesondere durch Wasser wird also organisches Material vom Hang in die Talsohle verlagert. Dadurch erklärt sich am Hang die häufig dünne Humusschicht trotz Vegetation.
Da es im Kerbtal trotz Vegetation zu Denudation der Talflanken kommt, trägt das Fließgewässer fluviatiles Sediment. Neben geomorphologischen Faktoren trägt vor allem die gewässernahe Vegetation zur Sedimentation bei, indem sie als überschwemmtes Hindernis das Gewässer verlangsamt.

### Geozoologie

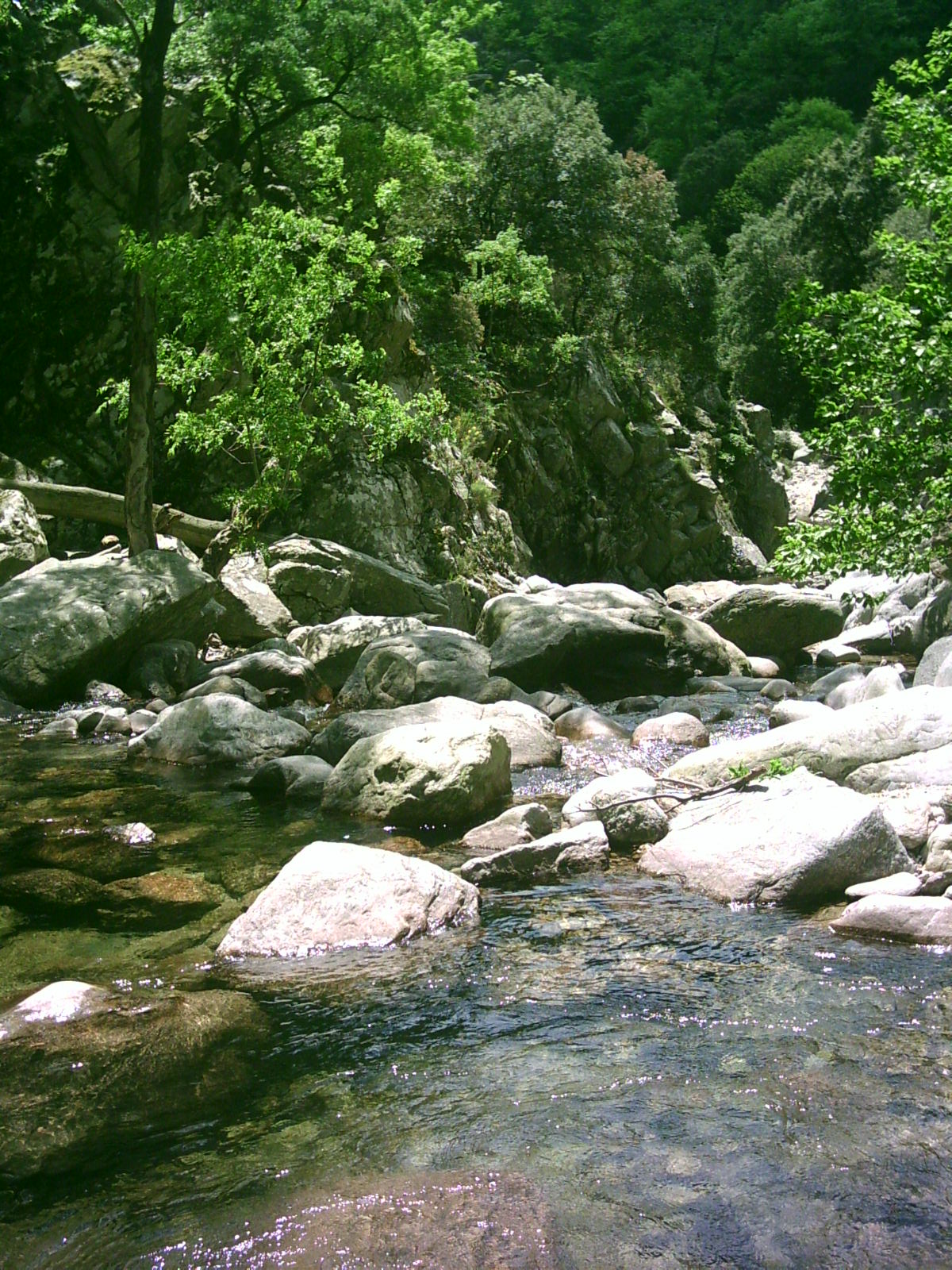
Der Lebensraum Gebirgsbach ist trotz Steigung und Hindernissen mit dem Lebensraum Meer eng verbunden (Tal bei Bardou, Hérault, Frankreich).

Das Kerbtal bietet auch der Tierwelt engräumig verschiedene Lebensräume, die von vielen Arten kombiniert genutzt werden und zwischen denen so eine starke Beziehung besteht. Die südexponierten Hänge mit verbreitet steiniger Oberfläche bieten vor allem wechselwarmen Tieren Unterschlupf, Wärme und Licht. Der Schluchtwald ist damit vor allem für Reptilien und Lurche ein Lebensraum mit besseren Lebensbedingungen als ein flacher und dichter Wald. Viele Arten benötigen auch die hohen Temperaturunterschiede am Hang, die zum einen zwischen Tag und Nacht und zum anderen zwischen belichteten und schattigen Stellen herrschen.
Der nordexponierte Hang bietet wesentlich kühlere Lebensbedingungen und ist bei weitem nicht so trocken. Diese Bedingungen sind eher ideal für nachtaktive homoiotherme Tiere. Bei steinigem Untergrund zerteilt sich auch dieser Hang in Steinspalten, Höhlen und Überhänge und bietet so Versteckmöglichkeiten.
Die kühlere und lichtarme Talsohle liegt nur unweit der helleren und wärmeren Talhänge, ist aber im Vergleich zur Talflanke das verbreitet feuchtere Habitat. Für Insekten und Lurche spielt der feuchte Raum eine wichtige Rolle bei der Vermehrung mit Larven. Da sie meistens fischarme oder -freie Gewässer für ihre Larven benötigen, spielt ihnen die hohe Dynamik des Fließgewässers mit der Entstehung von kleinräumigen Gewässeraltarmen zu. Der Charakter konkreter Kerbtäler als Lebensraum richtet sich demnach auch danach, wie wasserreich das Fließgewässer ist.
Das Fließgewässer bietet in allen hinreichend warmen Biomen einen großen Fischreichtum. Der Lebensraum Gebirgsbach ist in der Regel direkt mit anderen Gewässern wie großen Flüssen und letztendlich dem Meer verbunden. Als sehr sauerstoffreiches Gewässer dient es selbst einigen Meeresfischen der Vermehrung. Ursächlich für den Sauerstoffreichtum ist die steile Talform des Kerbtals und die damit verbundene Bewegung und Verwirbelung des Wassers.

## Anthropogeographie
Kerbtäler bieten für den Menschen als Ort zum Wohnen und Wirtschaften, aber auch als Verlauf für Infrastruktur Vorteile wie Schutz vor Wind und Sonne. Außerdem gewährleisten sie – abgesehen von Ausnahmen in den Subtropen – eine Frischwasserversorgung. Probleme bereiten sie dem Menschen durch Hochwasser, die die Entstehung der Täler im Wesentlichen verursachen, den Menschen aber in Form von Sturzfluten gefährden.

### Besiedlung

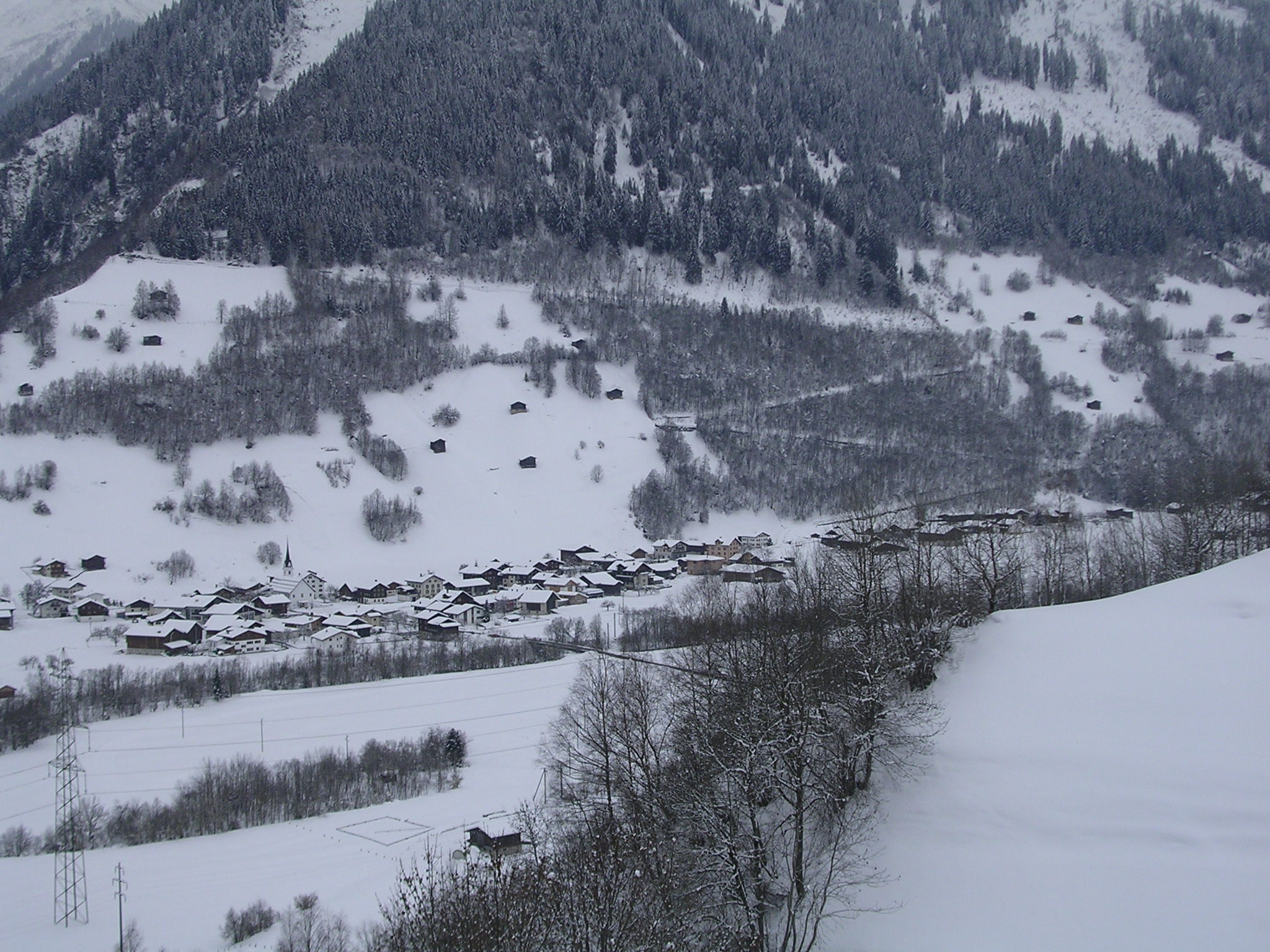
Das Dorf Surrein im Schweizer Bezirk Surselva

Im Gegensatz zur Klamm oder zu steilen Durchbruchstälern ist das Kerbtal durch angepasste Besiedlungsformen für den Menschen bewohnbar. Aufgrund ihrer Enge ist die Besiedlung in Form von Dörfern und Städten fast ausschließlich in Talrichtung möglich. In solchen Tälern bildeten sich daher Formen des Reihendorfs. Begrenzt werden menschliche Besiedlungen in Kerbtälern neben historisch-politischen Einteilungen auch sehr deutlich durch natürliche Begebenheiten (Engstellen und steile Passagen). Bei der Anlage von Siedlungen ist zu beachten, dass in einem Kerbtal immer die Gefahr von Hochwassern besteht. Diese können besonders in den Kurven des Gewässers, die im Kerbtal sehr starke Prall- und Gleithänge bilden, starke Verschiebungen des Gewässerufers bewirken, und so die Siedlungen gefährden.
Insbesondere an Stellen, an denen kurze Nebentäler in ein größeres Kerbtal mündeten und ein seitliches Aufsteigen über den Bergkamm oder zumindest auf hohe Ebenen zuließen, entwickelten sich Dörfer in Kerbtälern zu Städten. Wege, Straßen und neuzeitliche Transportverbindungen werden von Kerbtälern geführt. Wichtige Orte entwickelten sich dabei dort, wo sich in Tälern Kreuzungspunkte entwickelten. Dies ist zum Beispiel an größeren Verzweigungen eines Tals der Fall, aber auch dort möglich, wo Nebentäler eine bequeme Durchquerung des Tals ermöglichen.
Klein- und Mittelstädte konnten sich in Kerbtälern durchaus entwickeln, allerdings bietet ein Kerbtal im engen Sinn nicht genug Raum für Großstädte, sondern wird bei der Ausdehnung der Städte (die dann in benachbarten beckenartigen Tälern liegen) eingenommen. Beispiele für solche Großstädte in Deutschland, die durch Eingemeindung und Wachstum in Kerbtäler vordringen konnten, sind Freiburg im Breisgau mit etwa 1000 Meter Höhendifferenz im Stadtgebiet sowie in einigen Teilen auch Dresden, Wiesbaden und Würzburg.
Eine Sonderform der städtischen Besiedlung eines Kerbtals ist Wuppertal, die sich im Kerbsohlental der Wupper befindet und sich in diesem entwickeln und ausdehnen konnte. Stellenweise ist die Talsohle beckenartig ausgedehnt, teilweise ist das besiedelte Tal aber nur etwa 300 Meter breit. Die seitlichen Nebentäler dienen zum Teil der verkehrstechnischen Erschließung und sind in der Regel urban überformt.
In den Alpen, wo großflächige Besiedlung ausschließlich in den Tälern möglich ist, entwickelten sich Großstädte in den Trogtälern, von denen aus Kerbtäler urban erschlossen wurden. Innsbruck ist ein Beispiel für die Besiedlung aus einem Trogtal heraus.

### Bewirtschaftung

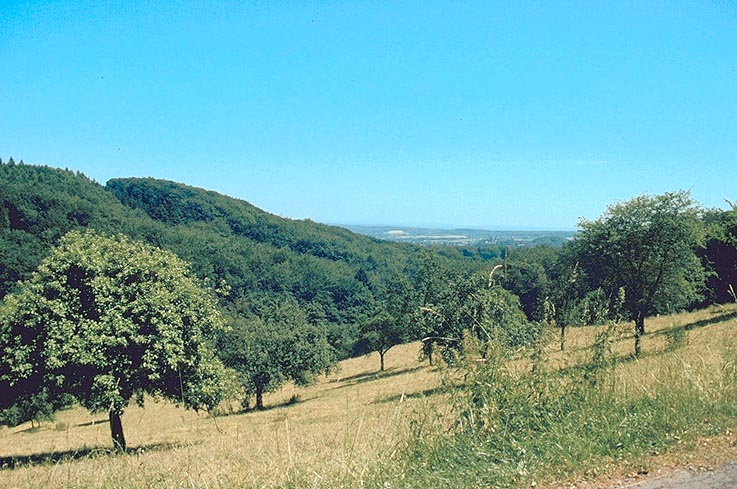
Streuobstwiese am Hang eines Kerbtals (bei Löwenburg, Siebengebirge)

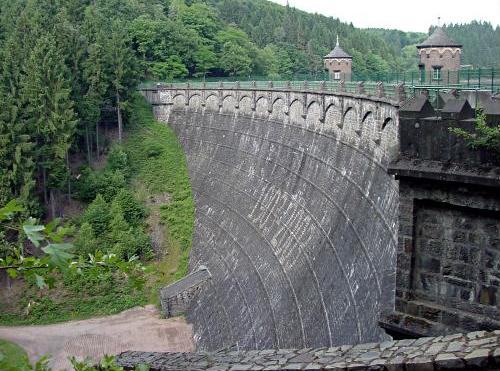
Talsperre im Kerbtal (Sengbachtalsperre)

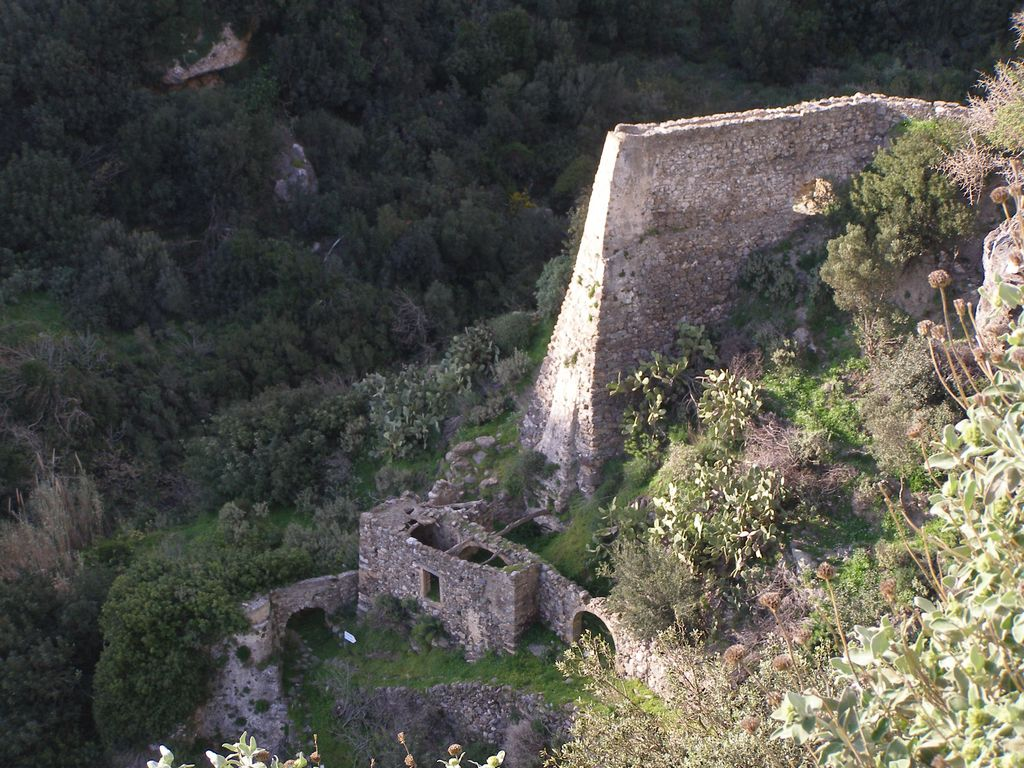
Horizontalrad-Wassermühle auf Kreta: Ein Beispiel für extreme Gefällereduzierung des Gewässers

Kerbtäler lassen sich auf verschiedene Art und Weise bewirtschaften:
1. Steile Kerbtäler lassen an ihren Flanken meist nur Forstwirtschaft zu. Schwierig ist dabei der Abtransport des geschlagenen Holzes. Der Hangwald ist nicht überall durch Forstwege erschließbar, so dass früher Rückepferde eingesetzt wurden. Da sich die Erschließung (vor allem über Rückewege) für großes technisches Gerät wie dem Forwarder nicht verbessert hat, ist der Einsatz von Rückepferden (abgesehen von ökologischen Betrieben) kaum ökonomisch. Darum werden immer mehr Wälder an den Talhängen nicht mehr zur Holzgewinnung genutzt. Forstwirtschaft im Kerbtal bedeutet heute insbesondere Bestandserhaltung.
2. Landwirtschaftlich bieten sie häufig durch das Gewässer fruchtbare Böden. Im Grunde lassen sich Kerbtäler im Talgrund auf jede Art landwirtschaftlich nutzen, die das Klima im Tal zulässt. Allerdings ist ein Kerbtal in seiner Sonnenscheindauer und damit Vegetationszeit (siehe Flora und Fauna) durch den steilen Hang beschränkt. Neben der reinen Breite des Talgrunds begrenzen auch das Gewässer und deren alte Flussbetten die nutzbaren Flächen des Tals. Ein hoher Anteil des Talbodens kann deshalb auch durch schwer bewirtschaftbare Kies- und Schotterschichten gekennzeichnet sein.
3. Enge Täler in Europa werden gegenwärtig am Talboden vornehmlich durch Weide- und Wiesenwirtschaft genutzt. Vor allem bei der Haltung von Vieh auf Weiden bieten sie gegenüber Hochflächen den Vorteil der Wasserversorgung. Nur an breiteren Stellen lassen sie Ackerbau in kleinen Parzellen zu.
4. Der in der Sonneneinstrahlung begünstigte Hang lässt sich in den gemäßigten Breiten häufig zum Obst- und teilweise auch zum Weinbau nutzen. Obstanbau wird in den höheren Kammlagen häufig in Form der Streuobstwiesen betrieben, die eine effizientere Bodenausnutzung erlauben.
5. Eine weitere Nutzung des Tals findet wasserwirtschaftlich statt. In der Gegenwart beschränkt sich dies fast ausschließlich auf den Betrieb von Stauseen, deren Talsperren Kerbtäler an Engstellen abschließen und so das Fließgewässer des Tals aufstauen. Der Zweck der Stauseen ist in der Energiegewinnung und im Hochwasserschutz zu sehen. Das schnell fließende Gewässer des Kerbtals wird allerdings schon seit vielen Jahrhunderten zur Energiegewinnung genutzt. Die ursprüngliche Technologie ist das Wasserrad mit dem Mühlen betrieben wurden. Da das Kerbtal steiler ist, besitzt es folglich eine höhere Dichte an potenzieller und kinetischer Energie des Wassers. Damit ist auch eine Aufstellung von Wassermühlen mit vorteilhaftem „oberschlächtigem Wasserrad“ möglich. Das Gefälle des Gewässers des Tals (oder eines abgezweigten Verlaufs) wird dazu künstlich reduziert, um die kinetische Energie punktuell auf das Wasserrad wirken zu lassen.
6. Die größte Verbreitung in Mitteleuropa besaßen die Wassermühlen in der Frühindustrialisierung. In der Zeit wurden neben Getreide auch Grundstoffe der Glas- und Farbherstellung sowie Gewürze und Kaffee gemahlen. Wasser wurde zur Herstellung von Papier und Holzbrettern genutzt. Durch Wasserkraft betriebene Sägewerke in den Tälern hatten vor allem den Vorteil, dass sie sehr nah am Holzabbaugebiet, den Wäldern am Talhang lagen (s. o.). Besonderen Wert durch die Nähe zum Abbaugebiet hatte Wasserkraft auch zum Mahlen von Erz in den Kerbtälern inne.
7. Im Bergbau bilden Kerbtäler häufig den Zugang zu Bergwerken, die senkrecht über einen Stollen in den Berg getrieben sind. An solchen Stellen müssen sie neben den entsprechenden Steilhängen auch genug Raum zur Auslagerung des ausgeschlagenen Materials bereitstellen. Eine Sonderform dieser Stollen ist der „Wasserlösungsstollen“, der Bergwerke entwässert. Das Kerbtal wird ab der Austrittstelle des Stollens mit zu Entwässerung genutzt. Beim Anlegen großer Reviere mit entsprechender Tiefe muss ein solcher Stollen teilweise eine beträchtliche Länge bis zu einem ausreichend tiefen Kerbtal haben. Der Rothschönberger Stolln im Erzgebirge ist mehr als 50 Kilometer lang, unterquert das nicht ausreichend tiefe Tal der Freiberger Mulde und entwässert deshalb in das Kerbtal der Triebisch.

### Transportweg
Kerbtäler sind Ausgangspunkt von Pässen, die über Gebirge führen. Zum Kerbtal als nützlicher Transportweg tragen vor allem die Schutzrollen des Tals bei. Sowohl der Mensch als auch Transporttiere sind im Tal besser vor Wind und Sonne geschützt. Vor allem als Waren noch sehr viel mit Tieren transportiert wurden, spielte die verteilte und gesicherte Wasserversorgung im Tal eine große Rolle. So sind Kerbtäler in subtropischen Regionen häufig einzige Alternative für Verkehrswege gewesen, sofern ihr Gewässer durchgängig Wasser führte.
Die Rolle des Kerbtals als Träger von Infrastruktur erhöhte sich noch einmal mit dem Aufbau der Eisenbahn im 19. Jahrhundert. Die geringe Steigungsfähigkeit der ersten Eisenbahnen waren Ausschlag dafür, Strecken in den Tälern anzulegen. Am oberen Ende einer solchen Passage erfolgte über eine an den Hang angelegte Rampe der Aufstieg in die höheren Lagen des Gebirges. In Hochgebirgen führen Tunnel und Pässe aus einem Kerbtal in ein anderes. Je nach Höhe der Tunnelanlagen spricht man von Basistunnel, wenn dieser den Berg an dessen „Basis“ durchquert oder vom Scheiteltunnel, wenn erst ein Aufstieg über Rampen erfolgt. Ist das Kerbtal zu steil oder die Fläche am Hang nicht ausreichend für eine Rampe, wurden Kreiskehrtunnel eingesetzt, um in einem spiralförmigen Aufstieg „neben“ dem Tal Höhe zu gewinnen. Ein bekanntes Beispiel dafür befindet sich auf der Wutachtalbahn im Schwarzwald.

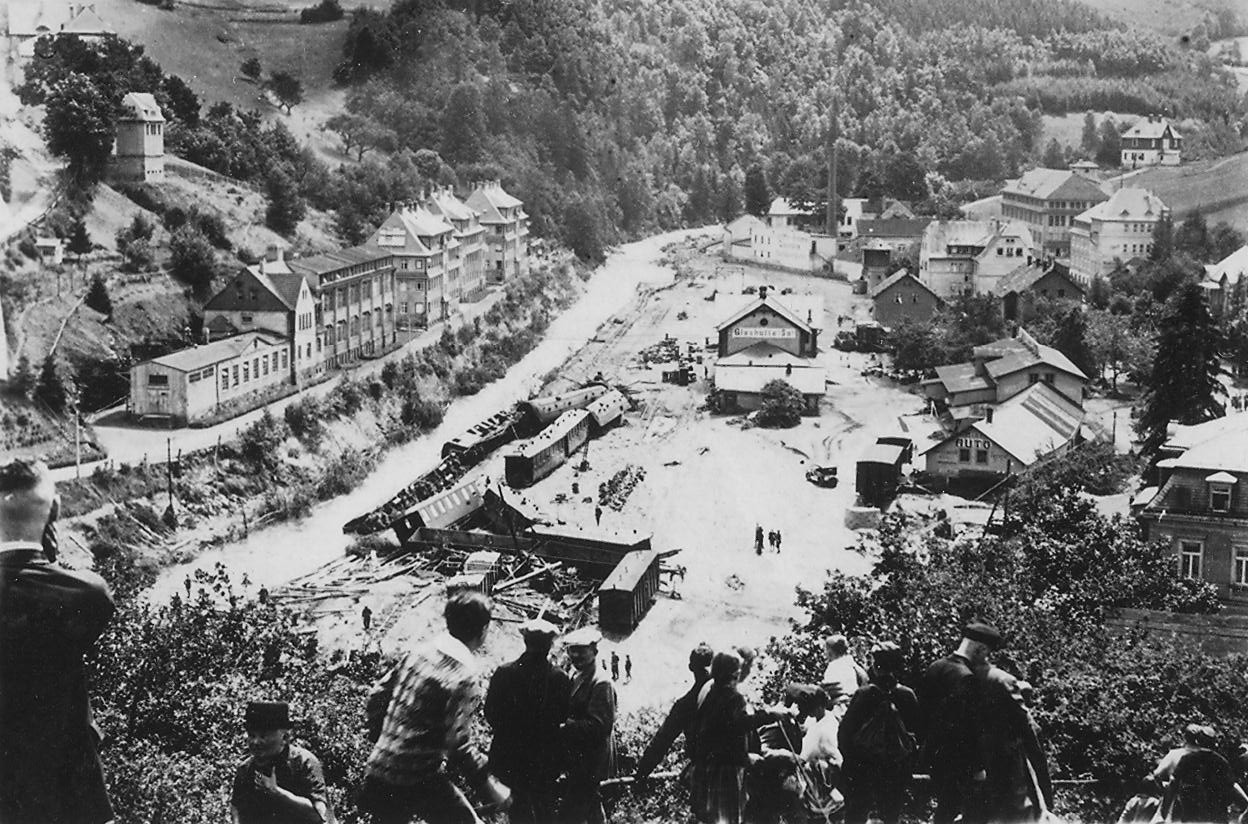
Der Bahnhof Glashütte 1927 nach einem Hochwasser

Größtes Problem der Verkehrswege in Kerbtälern sind starke Hochwasser. Vor allem Eisenbahngleise, die sehr lange aus Holzschwellen bestanden, wurden aufgeschwemmt und unterspült. Die Unterbauwerke von Straßen und Bahnanlagen sind auch anfällig für Erosion bis zur völligen Zerstörung. Ferneisenbahnstrecken sind davon bis in die Gegenwart bedroht.

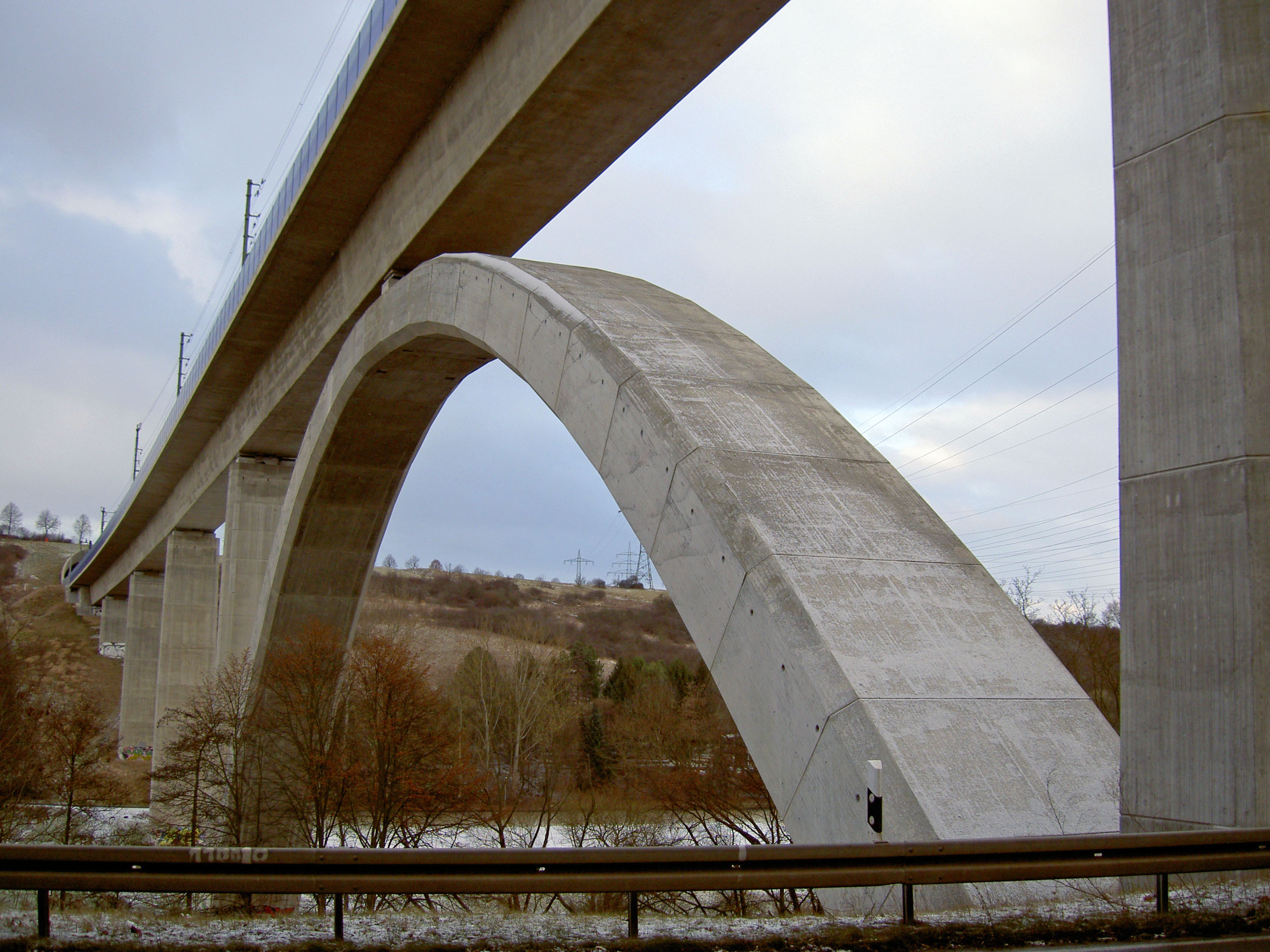
Talüberquerung einer modernen Schnellfahrstrecke (SFS Köln–Frankfurt über der Lahn)

Mit dem Bau der Schnellfahrstrecken hat sich die Rolle des Kerbtals für die Eisenbahn gewandelt. Durch stärkere Antriebe der Züge aber auch durch kostengünstigere Tunnel- und Brückenbauweisen ist das Kerbtal eher zum Hindernis geworden. Neugebaute Eisenbahnstrecken ähneln in ihrem Verlauf der Bauweise von Autobahnen. Im deutschen Mittelgebirgsraum sind Autobahnen fast seit Anbeginn so angelegt, dass sie die Kerbtäler kreuzen, um geradliniger zu verlaufen. Da Autobahnen nach wie vor stärkere Steigungen besitzen können, ist bei ihnen der Verlauf mit direkten Übergängen von Brücken zu Tunneln im Mittelgebirgsraum eher selten. Bei vielen Neubaustrecken wird diese Bauweise aber über weite Strecken angewandt.
Urtypisch für den Verlauf moderner Eisenbahnstrecken ist die 1869 fertiggestellte Sachsen-Franken-Magistrale, die auf dem flachen Pult des Erzgebirges von Ost nach West verläuft. Dabei kreuzt die Strecke sehr viele Kerbtäler des Erzgebirges über Großbauwerke, zu denen die Göltzschtalbrücke oder das Hetzdorfer Viadukt (1992 stillgelegt) gehören. Der Verlauf dieser Eisenbahnstrecke war aber eher dem parallelen Verlauf zum Erzgebirgskamm denn dem Erreichen hoher Geschwindigkeiten geschuldet.

### Geomorphologische Überformung

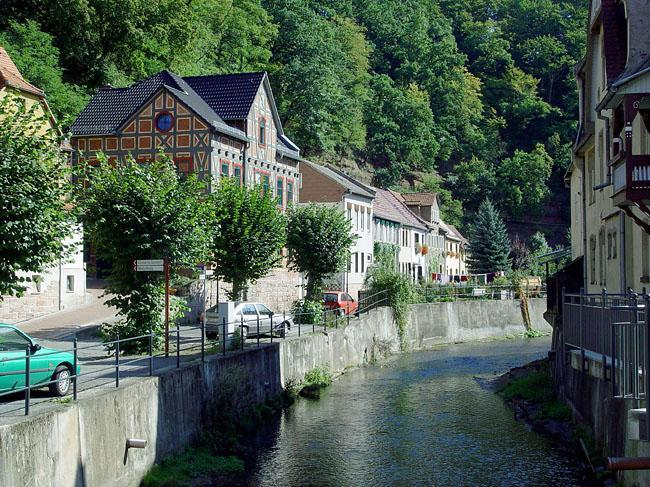
Gewässersicherung zum Schutz von Bebauung und Transportwegen verhindert natürliche Erosion (Roda bei Stadtroda)

Die Nutzung der Kerbtäler durch den Menschen ist an zahlreichen Stellen nicht spurlos geblieben. Zur Verbesserung der Nutzbarkeit veränderte der Mensch die Formen von Tälern teilweise beträchtlich. Die deutlichsten Veränderungen rufen Talsperren hervor, die zum einen zu einer künstlichen Sedimentierung beitragen, zum anderen die Talhänge viel homogener erodieren als ein Fließgewässer.
Der Mensch hat aber auch selbst gezielt die Talhänge angegriffen. Bei Gebirgen mit besonders verwertbarem oder kostbarem Gestein wie Sandstein, Basalt, Granit oder Marmor erreichte er am ehesten an Talflanken durch Steinbrüche die Gesteinsschichten. Bei Stollenausgängen versuchte der Mensch in der näheren Umgebung – also im Tal – abgebautes Gestein abzulagern. Er trug damit an einigen Stellen künstlich zur Sedimentierung bei. Sobald ein Abbaurevier eine bestimmte Größe erreicht hatte, wurde begonnen, Material schon im Bergwerk nach oben zu transportieren, da der Ablagerungsraum im Tal sehr begrenzt ist.
Auch beim Bau von breiteren Verkehrswegen wurden die Talhänge angegriffen. Besonders Eisenbahnstrecken besitzen einen begrenzten Kurvenradius und zwangen so zur Verbreiterung der Talsohle. Um das Tal zu verbreitern, wurden Talhänge aufgesprengt, und so an einigen Stellen ursprüngliche Kerbtäler in Schluchten bzw. Kerbsohlentäler verwandelt. Die dabei entstandenen Felsvorsprünge müssen nach dem Aufsprengen besonders gegen Erosion und Steinschlag gesichert werden. Alternativ dazu werden auch Tunnel gebaut, die parallel zum Tal verlaufen und nicht zum Verlassen des Tals dienen.
Letztlich wirkt der Mensch auch über seine Gewässerkontrolle auf die formbildenden Prozesse im Tal ein. Künstlich gesicherte Ufer, vor allem wenn sie durch feste Mauern definiert sind, verhindern eine gleichmäßige Denudation im Tal. Normalerweise bricht ein Talhang an solchen Stellen, wo eine Gewässerkurve direkt an den Hang reicht, gleichmäßig weg. Durch Sicherungsmaßnahmen des Menschen kommt es an solchen Stellen nur bei Hochwasser zu wesentlichen Abtragungen am Hang. Zweck der Sicherung ist neben dem Schutz von Wohngebäuden vor allem der Schutz von Verkehrswegen im Tal.

### Biogeografische Überformung
Bei der landwirtschaftlichen Erschließung des Kerbtals wurden durch die Aktivitäten des Menschen vor allem die Biotope der Talsohle in Kerbsohlentälern verändert. Die ausgedehnten Auwälder (siehe Abschnitt Geobotanik) wurden dort zu Gunsten der Weide- und Futterwiesen gerodet. An vielen Stellen beseitigte der Mensch auch lokale und kleinflächige Sumpfgebiete, um sie besser bewirtschaften zu können. Je nach Eintiefung des Gewässers und damit zusammenhängender Tiefe des Grundwassers bilden sich im Tal Streuwiesen oder Feuchtwiesen. Beide Biotope sind auf die Bewirtschaftung angewiesen, weil sie sonst schnell durch Hochstaudenflur überwachsen und später wieder von Wäldern eingenommen würden.
An den Hängen wurden Wälder zu Gunsten der Streuobstwiesen und vor allem am Südhang zu Gunsten des Weinanbaus verdrängt.
Die durch Hecken unterbrochenen Weidelandschaften gelten inzwischen als schützenswerte Kulturlandschaft, da sie sehr artenreich sind, insbesondere, wenn sie durch dauerhaft überschwemmte Wiesenteile und naturbelassene Hecken und Uferböschungen ergänzt werden.